# FURS
 FURS （ファーズ）は、日本のロックバンド である。

## 来歴
2002年結成。60年代のブリティッシュビート、マンチェスター以降のブリットポップをルーツとしたサウンド、ヴィジュアル面を武器にハイヴォルテージなライブパフォーマンスを展開。
2003年ジョン・レノン音楽祭2003DreamPowerミュージックアワードにて特別賞を受賞。マーク・ガードナー（ex.ライド）の東京公演でのオープニングアクトをつとめる。
2007年からは加藤ひさし (THE COLLECTORS)プロデュースのモッズレーベル「ミステリーサークルズ」に所属し、「Beat It Furs !」「Life Goes On」の2枚のアルバムをリリースすることにより、日本のモッズ・シーンの中でも頭角を現すようになる。
2011年「THE ZOMBIES」の来日公演のオープニングアクトや70年代後半にTHE JAMと共にネオ・モッズの火付け役となったバンド「SECRET AFAIR」、「THE CHORDS」のオープニングアクトを務め、海外アーティストや洋楽ファンから大絶賛を受ける。台湾のMODS BAND「旺福」(ワンフー)とは親交も深く、台湾の巨大フェス「MEGAPORT FES」に旺福から呼ばれ日本のモッズ・バンドとして大喝采を受ける。
2012年9月23日、下北沢CLUB Queのワンマンライブをもって解散。

## メンバー
Nao（ナオ），Vocal / Acoustic Guitar
本名：菅直行（すが なおゆき）
生年月日：1976年1月20日
出身地：福岡県
血液型：A型
Tomoaking（キング），Guitar （The HIGH）
本名：神島智明（かみしま ともあき）
生年月日：1979年4月25日
出身地：埼玉県川越市
血液型：O型
Matty（マティ），Bass （The HIGH、ex.Rama Amoeba、ex.Raspberry Circus）
本名：清水ケンヂ（しみず けんぢ）
生年月日：1970年8月20日
出身地：大分県
血液型：B型
古沢 'cozi' 岳之（ふるさわ コージ たかゆき），Drums （THE COLLECTORS、ex.Raspberry Circus）
本名：古沢岳之（ふるさわ たかゆき）
生年月日：1975年12月20日
出身地：福岡県
血液型：O型

## ディスコグラフィ

### アルバム
- 「trash」（2004年1月20日）
  - Rumblin' Rose / Rain / Early Monday's Blues / Furs Blues / Save Me / Rain (PV映像収録)
- 「SECOND HEAT」（2005年9月3日）
  - Autobahn / ハイウェイ / I Feel Fine / Fixing a Hole / Now I'm Failing / 空とマシンガン / Helpless Preacher / Transit Girl / Drift Up / Well
- 「BEAT IT FURS!」（2007年11月14日）
  - Sweet Peanuts / 壊れたピンボール / 僕はひどいパラノイア(THE BIKE) / Riot Beach / Mebius Ring / Hip Shake! / (You're) Free Man / Teenage Frustration
- 「Life Goes On」（2009年6月17日）
  - My Honey Lizzy / エヴリデイ / All I Want Is You / 時計 / さかさまの世界 / Little Boots / 星空 / Shooting Star / Life Goes On
- 「FURS BETTER FURS BEST」（2012年7月18日）

### シングル
- VANISHING POINT（2006年9月8日）CD + DVDの２枚組
  - 〈CD〉ヴァニシング・ポイント / 星に誓おう / 秋色 / トラベリンマン
  - 〈DVD〉トラベリンマン / このまま / JUDE / September / Now I'm Failing 6. I Feel Fine / ハイウェイ / SAVE ME / 空とマシンガン / 星に誓おう
- VANISHING POINT（2006年12月16日）
  - ヴァニシング・ポイント / トラベリンマン (AKIMA TSUNEO MIX)

### ライブ盤
- 「LIVE UNDER THE BIGBEN」（2009年2月26日）
  - Shooting Star / Mebius Ring / All I Want Is You / Early Monday's Blues / Now I'm Failing / Drift Up / エヴリデイ / Another Day,Another Light / (You're)Free Man / ロックンロールスター / My Honey Lizzy / Teenage Frustration / Life Goes On / Oh Yeah,alright / Vanishing Point

### DVD
- 「LIVE AT FURS」（2004年12月20日）
  - Everything Must Go On This Way / ゲーム / Now I'm Failing / Helpless Preacher / ハイウェイ / Rumblin' Rose
- 「LIVE UNDER THE BIGBEN」
  - My Honey Lizzy / Little Boots / All I Want Is You / さかさまの世界 / Friday / Mebius Ring / 時計 / 星空 / 壊れたピンボール / 僕は待ち人 / (You're) Free Man / Helpless Preacher / Life Goes On / エヴリデイ / Shooting Star / Moonlight Lover

### コンピレーション・アルバム
- 「Here come the modernity」（2009年2月18日）
  - Shooting Star